# Adrienne Bolland
Adrienne Bolland, nascida a 25 de novembro de 1895 em Arcueil, França e falecida a 18 de março de 1975 em Paris, foi uma aviadora francesa.

## Biografia
Última de uma família de seis irmãos. Piloto desde o 26 de janeiro de 1920, conseguiu ser:
- Primeira mulher piloto contratada pela Société dês avions Caudron em fevereiro de 1920;
- Segunda mulher em atravessar o canal da Mancha em avião, 25 de agosto de 1920;
- Primeira mulher em sobrevoar a cordilheira dos andes, 1 de abril de 1921;
- Recorde feminino de voltas em 1924 com 212 voltas em 72 minutos, ainda que confessou que não valorizava esta marca pois seu objectivo era bater o recorde masculino que estava em 1111 voltas, segundo publicou a revista "Icare".

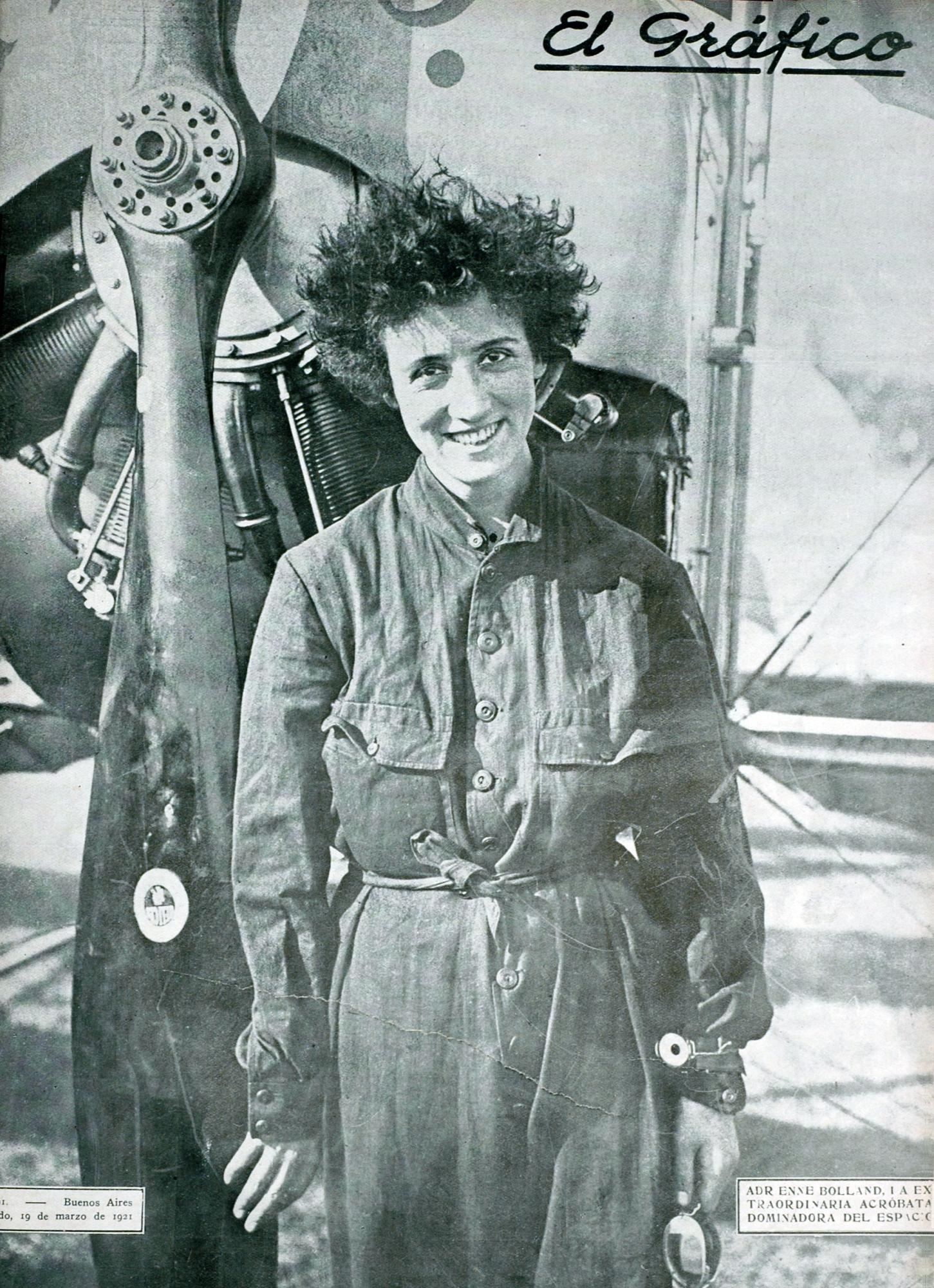
Adrienne Bolland na tampa do Gráfico

Em janeiro de 1921 chegou a Buenos Aires, com seu mecânico Duperrier, com o objectivo de cruzar os andes. O voo partiu da cidade de Mendoza, voando a uma altitude máxima de 4200 m. Depois de 3 h 15 min de voo, chegou a Santiago. As autoridades chilenas lhe agraciaram com uma recepção triunfal, apesar da ausência do embaixador francês que achando que a façanha era mentira não foi ao evento.
Casou-se com outro piloto, Ernest Vinchon em 1930.
Foi homenageada num selo postal de França em outubro de 2005.
Tem ruas com o seu nome por toda a parte na França, e uma em Santiago de Chile.